# Sebastian Emele
Sebastian Emele (* 26. November 1825 in Melchingen; † 14. März 1893 in Haigerloch) war ein preußischer Beamter und Politiker.
Emele war der Sohn eines Bauern und katholischer Konfession. Er besuchte das Gymnasium in Sigmaringen und studierte von 1846 bis 1850 in Tübingen und München Rechtswissenschaften. 1850 legte er die erste und 1852 die zweite Staatsprüfung ab. 1850 bis 1852 war er Auscultator und 1852 bis 1853 Appellationsgerichtsreferendar am Kreisgericht Altenkirchen. 1853 bis 1854 war er Referendar am Kreisgericht Arnsberg und schlug dann die Verwaltungskarriere ein. 1854 bis 1856 war er Oberamtsverweser und 1856 bis 1891 Oberamtmann im Oberamt Haigerloch, wo er 1891 pensioniert wurde. Von 1874 bis 1885 war er Abgeordneter im Kommunallandtag der Hohenzollernschen Lande und von 1874 bis 1879 Mitglied des Landesausschusses.